# Egbert Scheunemann
Egbert Scheunemann (* 1. März 1958 in Ost-Berlin) ist ein  deutscher Politikwissenschaftler, Naturphilosoph und Buchautor.

## Leben
Scheunemann studierte von 1979 bis 1985 an der Universität Hamburg Politikwissenschaft mit Nebenfach Philosophie. Er promovierte mit einer Dissertation zu Ota Šiks Modell einer Humanen Wirtschaftsdemokratie. Anschließend war er Lehrbeauftragter an der Universität Hamburg und der Hamburger Universität für Wirtschaft und Politik. 1997 lehnte der Fachbereich Philosophie und Sozialwissenschaften der Universität Hamburg sein Habilitationsgesuch ab (Habilitationsschrift: Ökologisch-humane Wirtschaftsdemokratie. Teil C: Ökologische Kritik am Industrialismus und sozialökologische Alternativen). 
Seine wirtschaftspolitischen Schriften beschäftigen sich kritisch mit Positionen, die er als neoliberal bezeichnet: Das derzeitige Wirtschaftssystem sei neoliberal dominiert und bedürfe der Demokratisierung, Humanisierung und Ökologisierung. Weitere Schwerpunkte seiner Arbeiten sind Sprachphilosophie (insbesondere Jürgen Habermas) und Naturphilosophie (Sprachstrukturen – Wirklichkeitsstrukturen, Determinismus der Naturgesetze, freier Wille, Relativitätstheorie).
Scheunemann ist ein Kritiker der Relativitätstheorie. Seiner Meinung nach gibt es weder eine Zeitdilatation noch eine Längenkontraktion, wie sie in der Speziellen und der Allgemeinen Relativitätstheorie konstatiert werden. Die in Experimenten gemessenen relativistischen Phänomene  bezeichnet er als „Beobachtungseffekt“. Er befindet sich damit im Widerspruch zur etablierten Physik.

## Werke
- Der Jahrhundertfluch. Neoliberalismus, Marktradikalismus und Massenarbeitslosigkeit. Eine allgemeinverständliche Erklärung der Zusammenhänge. 2. Auflage. Lit Verlag, Münster u. a. 2004, ISBN 3-8258-7046-4.
- Von der Natur des Denkens und der Sprache. Fragmente zur Sprachphilosophie, Erkenntnistheorie und physikalisch-biologischen Wirklichkeit. Peter Lang Verlag, Frankfurt am Main u. a. 2003, ISBN 3-631-50790-9.
- Vom Denken der Natur. Natur und Gesellschaft bei Habermas. Lit Verlag, Münster u. a. 1999, ISBN 3-8258-3197-3.
- Ökologisch-humane Wirtschaftsdemokratie. Teil C: Ökologische Kritik am Industrialismus und sozialökologische Alternativen. Lit Verlag, Münster u. a. 1995, ISBN 3-8258-2612-0.
- Ökologisch-humane Wirtschaftsdemokratie. Teil A: Rekonstruktion und Kritik der politisch-ökonomischen Theorieentwicklung bei Ota Šik, Teil B: Rekonstruktion und Kritik der sozialwissenschaftlichen Diskussion um Ota Šiks Modell einer humanen Wirtschaftsdemokratie. 2. Auflage. Lit Verlag, Münster u. a. 1996, ISBN 3-88660-721-6 (Zugl. Dissertation Hamburg, 1990).